# Johann Heinrich Rodatz
Johann Heinrich Rodatz (* 22. Februar 1805 in Hamburg; † 29. April 1885 ebenda) war ein Hamburger Kaufmann und Abgeordneter.

## Leben
Rodatz war Kaufmann in der Wollhandelsfirma Bischoff & Rodatz.
Rodatz war von 1852 und 1857 ehrenamtlich als Armenpfleger tätig. Von 1863 bis 1872 gehörte er dem Armenkollegium an.  Er war von 1859 bis 1862 Mitglied der Hamburgischen Bürgerschaft. 
Der spätere Senator Anton Rodatz war sein Enkel.